# Sector 2

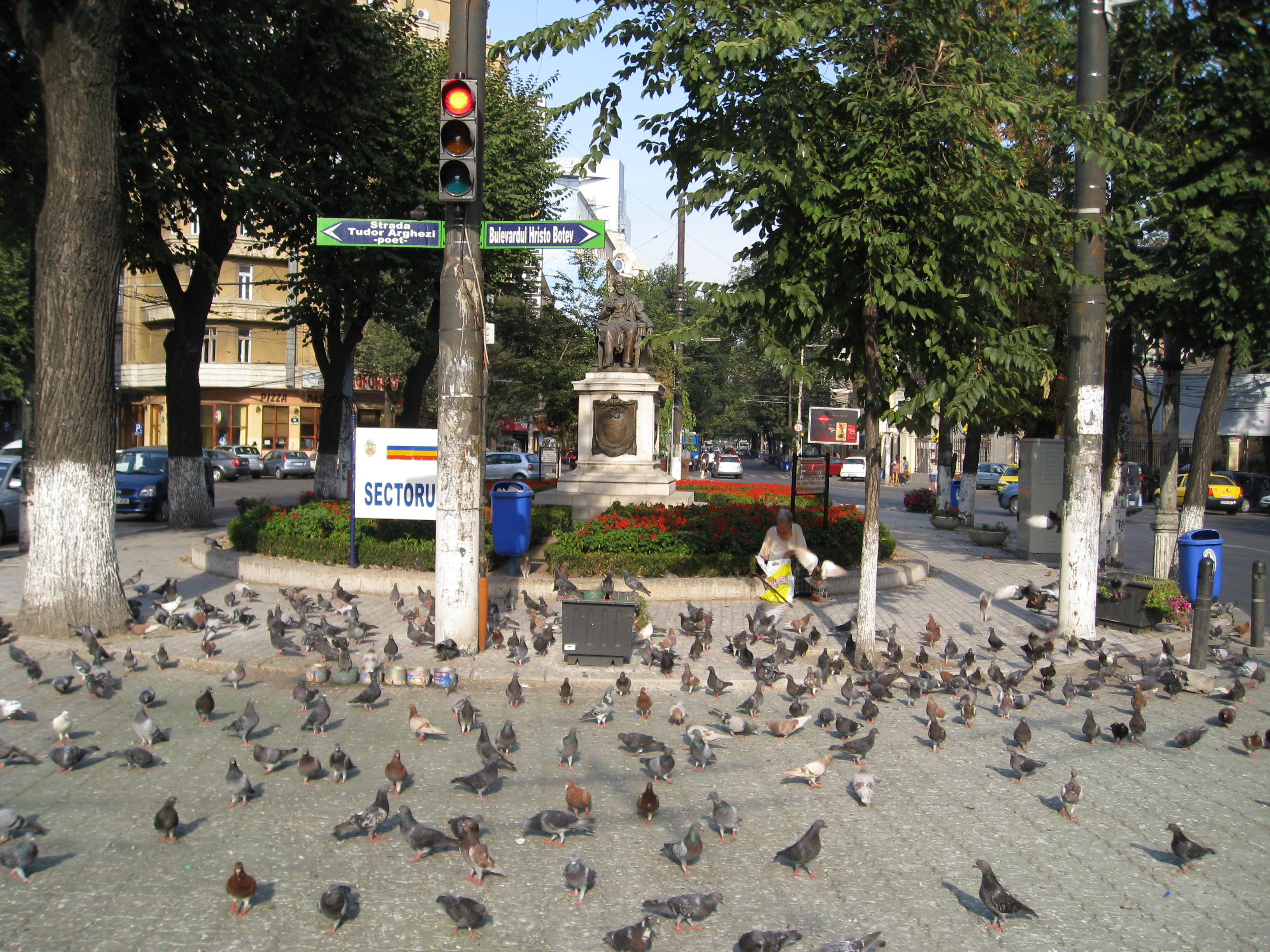
Piata C.A. Rosetti, ook Piata Rosettimica, gelegen in het stadscentrum en in sector 2, plein genoemd in ere van Constantin Rosetti

Sector 2 is een district in het oosten van de Roemeense hoofdstad Boekarest. Het is een van de kleinere districten van Boekarest. Dit district bestaat uit de wijken Pantelimon, Colentina, Iancului en Tei. Aangrenzende districten zijn Sector 1 en Sector 3.

## Belangrijke gebouwen
- Museum Theodor Palady
- Foișorul de Foc (1892)
- Casa Universitarilor (1866)
- Palatul Ghica (1822)
- Casa Lahovary (1885)

## Politiek
De burgemeester van de sector werd in 2020 Radu Mihaiu, als lijsttrekker van de USR. De Lokale Raad van Sector 2 heeft 27 zetels en wordt om de vier jaar herkozen. De resultaten van de lokale verkiezingen in de 21e eeuw zijn hieronder in tabelvorm.
| Partij                        | 2004 | 2008 | 2012 | 2016 | 2020 |
| ----------------------------- | ---- | ---- | ---- | ---- | ---- |
| D.A.                          | 15   | -    | -    | -    | -    |
| PSD                           | 10   | 13   | -    | 10   | 10   |
| PRM                           | 2    | -    | -    | -    | -    |
| PDL                           | -    | 8    | 5    | -    | -    |
| PNL                           | -    | 3    | -    | 6    | 6    |
| PNG                           | -    | 3    | -    | -    | -    |
| USL                           | -    | -    | 14   | -    | -    |
| UNPR                          | -    | -    | 5    | -    | -    |
| PP-DD                         | -    | -    | 3    | -    | -    |
| USR / 2020 USR-PLUS Alliantie | -    | -    | -    | 5    | 9    |
| PMP                           | -    | -    | -    | 2    | 2    |
| ALDE                          | -    | -    | -    | 2    | -    |
| PER                           | -    | -    | -    | 2    | -    |

## Statistieken
|                        | Nr. |
| ---------------------- | --- |
| Parken                 | 22  |
| Sanitaire instellingen | 19  |
| Onderwijsinstellingen  | 112 |
| Kerken                 | 60  |
| Pleinen                | 7   |

Districten: Sector 1 · Sector 2 · Sector 3 · Sector 4 · Sector 5 · Sector 6

Wijken: Băneasa · Berceni · Centru Civic · Colentina · Cotroceni · Crângași · Dristor · Drumul Taberei · Dudești · Ferentari · Floreasca · Giulești · Iancului · Lipscani · Militari · Obor · Olteniţei · Pantelimon · Pipera · Rahova · Tei · Titan · Văcăreşti · Vitan